# Вудли, Джонни
Джо́нни Маури́сио Ву́дли Ла́мберт (исп. Johnny Mauricio Woodly Lambert, род. 27 июля 1980, Сан-Хосе, Коста-Рика) — коста-риканский футболист, нападающий.

## Клубная карьера
Начинал карьеру в коста-риканских клубах «Кармелита» и «Брухас», также играл за команды Уругвая и Сальвадора.
С 2009 года выступал в Китае. Первые два сезона провёл в клубах высшего дивизиона — «Чунцин Лифань» и «Чанчунь Ятай».
В январе 2011 года перешёл в «Далянь Аэрбин». В сезоне 2011 года клуб выступал в Первой лиге Китая, стал чемпионом и получил повышение в класса, а игрок стал лучшим бомбардиром турнира с 13-ю мячами, разделив это звание с Митчелом Брауном.
Однако, в сезоне 2012 года «Далянь» существенно обновил состав, в который Джонни Вудли уже не попадал. В феврале 2012 года игрок за 150 тысяч долларов подписал контракт с клубом-дебютантом Первой лиги Китая «Фуцзянь Смарт Хиро». Вместе с командой переехал в Шицзячжуан. В составе этого клуба в своём первом сезоне футболист забил 21 гол в 28 матчах и занял второе место в споре бомбардиров лиги, отстав на два мяча от Бабакара Гуйе.
В феврале 2014 года перешёл в другой китайский клуб «Синьцзян Тяньшань Леопард». В сезоне 2014 форвард снова стал вторым в споре бомбардиров первой лиги Китая с 16 голами, отстав на 5 мячей от бразильца Гуто. Всего за время выступлений в Китае костариканец забил 19 голов в турнире высшей лиги и 61 мяч в первой лиге.
В 2015 году Вудли вернулся в Центральную Америку, выступал за клубы Коста-Рики и Гватемалы.

### Карьера в сборной
В 2016 году Вудли, будучи в возрасте 35 лет, был включён в состав сборной Коста-Рики для участия в Кубке Америки, заменив травмированного Ариэля Родригеса. До этого ни разу не выступал за сборную.

## Достижения

### Клубные
Далянь Аэрбин
- Чемпион Первой лиги Китая: 2011

### Индивидуальные
- Лучший бомбардир Первой лиги Китая: 2011 (13 мячей)